# 奥拉迪亚
奥拉迪亚（意第緒語：‎）是罗马尼亚的城市，是位于特兰西瓦尼亚的比霍爾縣的首府。奥拉迪亚有206,527人口（根据2002年人口普查）；此数字不包括奥拉迪亚大区范围内的其他区域，如果算上周边的城镇的话将有22万人左右，是罗马尼亚最繁华的城市之一。

## 地理
城市与匈牙利边界相邻，在湍克里什河河畔。

## 历史

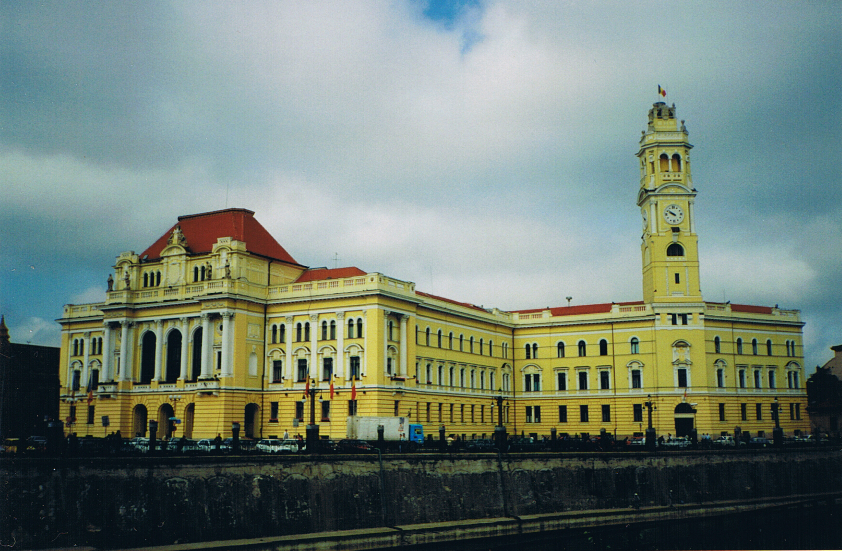
奧拉迪亞城內的會堂

奥拉迪亚第一次见诸史书是在1113年，当时此地的拉丁语名为瓦拉迪纳姆（Varadinum）。1241年的历史记录中第一次提到了奥拉迪亚大教堂，那是因为当时由于蒙古人的一支攻击奥拉迪亚，城市急需修缮和增援。大教堂的遗迹至今仍在城中。但一直到十六世纪，此地才开始发展为城市。
1700年代，维也纳工程师希勒布兰特（Franz Anton Hillebrandt）以巴洛克风格规划了此城市，1752年起，奥拉迪亚的很多标志性建筑陆续建造，其中包括罗马天主教大教堂，主教宫和Muzeul Ţării Crişurilor（克里苏里罗地方博物馆）。800多年时间里奥拉迪亚属于匈牙利王国。第一次世界大战后它属于罗马尼亚。第二次世界大战中它又被划入匈牙利，但战后它重返罗马尼亚。罗马尼亚的共产党为了避免当地匈牙利多数民族带来的困难开始大量地向奥拉迪亚移民。从1945年到1985年13万人被移居此地。

## 经济
奥拉迪亚很长时间以来是罗马尼亚较为繁华的城市，主要因为其临近匈牙利的边境，使其成为通往西欧的大门。1989年以后，奥拉迪亚迎来了相当多的经济复兴，由于其重要的消费中心的地位，更多的不是在工业领域，而是在服务业。
奥拉迪亚的失业率为6.0%，比罗马尼亚的平均失业率略低，但大大高于比霍尔郡约2%的平均失业率。奥拉迪亚产出占比霍尔郡工业产量的63%，人口占比霍尔郡人口的约34.5%。他的主要工业包括家具，纺织，服装，制鞋和食品。
2003年，莲花市场商业中心在奥拉迪亚开业，这是这座城市第一座大型购物中心。

## 种族

### 过去
- 1910年：69.000（罗马尼亚人（R）: 5.6%, 匈牙利人（H）: 91.10%）
- 1920年：72.000（R: 5%, H: 92%）
- 1930年：90.000（R: 25%, H: 67%）
- 1966年：122.634（R: 46%, H: 52%）
- 1977年：170.531（R: 53%, H: 45%）
- 1992年：222.741（R: 64%, H: 34%）

### 现在
根据2002年人口普查，奥拉迪亚的总人口由以下人种组成：
- 罗马尼亚人：145,295（70.4%）
- 马扎尔人：56,830（27.5%）
- 吉普赛人：2,466（1.2%）
- 德意志人：566（0.3%）
- 斯洛伐克人：477（0.2%）
- 犹太人：172
- 乌克兰人：76
- 保加利亚人：25
- 俄罗斯人：25
- 塞尔维亚人：17
- 捷克人：9
- 土耳其人：9

## 市区
1848年以前，奥拉迪亚是四个独立的城市，这些城市有些是13世纪外地迁徙来的人建立的，它们的名称反映了这些人的来源。今天它由以下七个区组成：
- Centru Oradea（市中心）
- Vie
- Nufărul
- Rogerius
- Velenţa
- Cantemir
- Ioşia

## 交通
公共交通网由OTL公司运营，包括三条有轨电车线路（1R, 1N, 2, 3R, 3N）和一些公共汽车线路。城市有三个火车站，中站，西站和东站。西站位于Ioşia区，中站（简称奥拉迪亚站）位于城市的中心，接近Vie区。

## 教育
奥拉迪亚是罗马尼亚的一个教育中心，奥拉迪亚大学是罗马尼亚规模最大和最先进的大学之一。

## 建筑
奥拉迪亚的建筑主要由共产党时期的建筑，主要在外围地区，和美丽的历史的巴洛克风格的建筑，城市作为奥匈帝国一部分的时代流传下来的。
在共产党执政期以及后共产党的转型时期的最初几年，许多这些历史建筑被遗弃了，或者失修情况严重。2002年以后，当罗马尼亚进入了经济繁荣期，城市中的许多历史建筑被修复为其先前状态，现在城市具有非常历史性和很好保护的感觉。

## 名胜
这座美丽的城市是非常值得游览，如拜勒菲力克斯温泉，城外的一处胜地，可坐火车到达。
值得游览的场所还有：
- Muzeul Ţării Crişurilor - 巴洛克风格的博物馆，以其265扇窗著名。
- Catedrala barocă - 罗马尼亚最大的巴洛克教堂
- Cetatea Oradea - 奥拉迪亚五角形的城堡
- Biserica cu Lună - A unique church in Europe with a clocklike mechanism which indicates the phases of the moon
- Pasajul "Vulturul Negru" - The "Black Eagle" Passage
- Muzeul "Ady Endre" - 一位伟大匈牙利诗人的故居。
- Teatrul de Stat - The State Theatre, whose plans were designed by two Austrian architects who had built around 100 theatres and opera houses in Europe by the end of the 19th century.
- There are around 100 churches of different cults in Oradea, among which 3 synagogues（however, only one is supposed to be still in use）and the biggest Baptist church in Eastern Europe.

## 知名人士
- “上帝之鞭”阿提拉（匈人国王）
- Ödön Beothy，作家
- 卡尔·冯·迪特斯多夫（Carl Ditters von Dittersdorf），作曲家
- 麦可·海顿（Michael Haydn），作曲家
- 弗里达·卡萝（Frida Kahlo），画家
- Bela Kun，政治家
- 朱利耶·瓦劳迪（Julia Varady），歌唱家